# 津田芳郎
津田芳郎（つだ　よしろう/TSUDA Yoshiro，1949年8月31日—2009年3月22日），日本宫城县人，历史学家、法制史学家、宋史学家，北海道大学教授。1975年3月东北大学大学院文学研究科博士课程东洋史学専攻中退，1975年4月北海道大学助手（文学部东洋史学第一讲座），1983年4月名古屋大学讲师（教养部），1989年4月北海道大学助教授（文学部东洋史学第一讲座），1995年8月北海道大学教授（东洋史学讲座）。

## 著作
1. 《宋－清身分法の研究》，北海道大学図书刊行会，2001年。
2. 《宋代中国の法制と社会》，汲古书院，2002年。
3. 《訳注『名公书判清明集』戸婚门》，创文社，2006年。

## 論文
先生曾以高桥芳郎为名，发表过一系列文章，现根据《日本宋代史研究文献目录（1982-2002年）》 搜集如下：
1. 「宋代の士人身分について」『史林』（京都大学）69-3，1986年。
2. 「部曲·客女から人力·女子へ－唐宋间身分编成原理の転换－」『変革期アジアの法と経済』，1986年。
3. 「万历16年新题例の前提－资料绍介を中心に－」名古屋大学环太平洋问题研究会编?刊『环太平洋圏における文化的·社会的构造に関する研究』，1987年。
4. 「宋代の「良贱制」と雑人·雑戸」『史朋』〈北海道大学〉20，1987年。
5. 「中国史における窃盗罪の性格－宋代以降の身分制史研究の一素材－」名古屋大学环太平洋问题研究会编刊『环太平洋问题研究』，1988年。
6. 「宋代官田の『立価交佃』と『一田両主制』」『东洋史论集』〈东北大学〉4，1990年。
7. 「务限の法と茶食人——宋代裁判制度研究（1）」『史朋』〈北海道大学〉24，1991年。
8. 「中国史における恩と身分——宋代以降の主佃関系とも関连させて」『史朋』〈北海道大学文学部东洋史谈话会〉26，1993年。
9. 「名公书判清明集」『中国法制史』东京大学出版会，1993年。
10. 「歴史上の宋江について－研究史的回顾－」『中国における歴史意识と歴史认识の展开について』（科学研究费补助金総合研究研究成果报告书），1994年。
11. 「亲を亡くした女たち－南宋期のいわゆる女子财产権について－」『东洋史论集』〈东北大学〉6，1995年。
12. 「明律「威逼人致死」条の渊源」『东洋学报』81-3、1999年。
13. 「『名公判清明集』巻6戸婚门訳注稿（その二）」『纪要』〈北海道大学文学部〉48-3，2000年。

## 評價
津田芳郎是宋代经济史、法制史领域的杰出学人，是日本宋代史研究会召集人；津田芳郎还是《东亚的海域交流与日本传统文化的形成——以宁波为焦点开创跨学科研究》课题中，“A01-05中国法律文化的特质、变化、以及地域差的研究”组六名成员之一，承担“从「社会」「秩序」等侧面考察冠名为「宁波」、「中国」、「东亚」的「地域」是否成立这一根本问题”的研究任务。